# Marinósio Trigueiros Filho
Marinósio Trigueiros Filho (Salvador, 1913 ou 1914 - Londrina, 1990) foi um jornalista, cantor, músico, folclorista e compositor brasileiro, conhecido por ser o autor da marchinha carnavalesca, "Cachaça" e, no jornalismo, por ter fundado o periódico O Combate..

## Biografia
Marinósio Trigueiros Filho nasceu em Salvador, Bahia, em 1913 ou 1914. Percorreu grande parte do país em viagens e turnês, durante as quais teve contato com ambientes musicais diversos. Apresentava-se como Professor Marinosio, pesquisador do folclore nacional, exibindo didaticamente instrumentos musicais do folclore brasileiro, como o agogô, o berimbau, o ganzá, o agué, também conhecido como “piano de cuia”.
O artista foi registrado pela DOPS/PE em 15 de dezembro de 1937. Solteiro, tinha 23 anos. Informou como local de trabalho o Casino Atlântico. Não foram encontradas informações detalhadas sobre seu registro. No mesmo período, os jornais locais anunciaram suas exibições no referido cassino. Segundo o “Jornal do Recife”, Marinósio seria membro da Troupe Anoly, dirigida por Patrício Corrêa, também fichado pela DOPS/PE, e sua esposa. Em números musicais, apresentou sambas autorais. O artista já era uma figura de destaque nos círculos musicais do país, sendo a ele atribuído o título de "Rei do Chapéu de Palha" pelo Jornal Pequeno, em dezembro de 1938.
No início daquele ano, foi noticiado pelo “Diário da Manhã” que após o carnaval, ocorreria outro espetáculo do artista no Recife, ao lado de Diva Derley, porém o local não foi mencionado na notícia. Marinosio voltou a se apresentar no Recife cerca de dois anos depois, em um festival no Teatro de Santa Isabel.
Autor dos sambas “Risoleta”, “Malandro de salto”, “Carrapeta” e “Nego malvado”, tomou parte em uma polêmica acerca da autoria da popular marchinha de carnaval “Cachaça” – aquela que diz: Se você pensa que cachaça é água […]. Segundo relatos de parentes do artista, publicados em uma reportagem do jornal paranaense “Gazeta do Povo”. Marinósio teria produzido tal composição no início dos anos 1940, em um bar na cidade de Salvador. Pouco depois, o artista passou a residir em Londrina. Nesse período, viajou pela fronteira sul do Brasil, chegando ao Uruguai, onde gravou a canção em 1946. Durante o carnaval de 1953, o artista ouviu a reprodução da música pela televisão e procurou a União Brasileira de Compositores a fim de cuidar dos direitos autorais. Sendo o sambista Ataulfo Alves de Sousa o presidente da UBC e, segundo conta sua filha Dulcínie, “Eles conversaram e houve um acordo. Meu pai comprovou que a autoria era dele”: a prova era o disco gravado no Uruguai alguns anos antes, que Marinósio apresentou e que a família conserva até hoje.
Em 1948 fundou, em Londrina, o jornal "O Combate", que funcionava na parte inferior de sua residência e durou dezessete anos, até a instalação do regime militar de 1964. No mesmo ano nasceu o filho Marinósio Trigueiros Neto, que viria a seguir a carreira jornalística do pai naquela cidade e junto a quem escreveu o livro "A História da Imprensa de Londrina: do Baú do Jornalista", publicado em 1992; o filho morreria no ano seguinte na capital baiana, vítima de pancreatite aguda, aos quarenta e cinco anos de idade.

## Principais composições
- Cachaça não é água
- Risoleta
- Malandro de salto
- Carreta
- Nego malvado